# キャブ (バンド)
キャブ（CAB）は、バニー・ブルネル、デニス・チェンバース、トニー・マカパインによって結成されたフュージョン・グループである。2000年の結成以来、彼らは4枚のスタジオ・アルバムと2枚のライブ・アルバムをリリースした。彼らのセカンド・アルバム『キャブ2』は、2002年のグラミー賞で「ベスト・コンテンポラリー・ジャズ・アルバム」にノミネートされた。キャブに参加した他のメンバーには、パトリース・ラッシェン、ヴァージル・ドナティ、デヴィッド・ハーシュフェルダー、ブライアン・オーガーがいる。
バンドの名前について尋ねられたとき、ブルネルは言った：
| 「                                      | …「Tone Center Records」は、私にデニス・チェンバースとトニー・マカパインとアルバムを録音してほしかったんです。（私たちの姓の頭文字でバンド名を作成しようと思いました）Chambers、Alpine、Brunelで「CAB」。いや「MacAlpine」が「M」であって「A」とは別にならないということを知らなかったんです。でも、CAB（タクシーのこと）……音楽を運ぶのに良い名前だと思いまして、私たちはそのままにしておきました。 | 」 |
| —バニー・ブルネル（All About Jazzより） | |    |

## ディスコグラフィ

### スタジオ・アルバム
- 『キャブ』 -  CAB (2000年)
- 『キャブ2』 - CAB 2 (2001年)
- 『キャブ4』 - CAB 4 (2003年)
- Theatre de Marionnettes (2009年)

### ライブ・アルバム
- Live! (2009年)
- Live on Sunset (2011年)